# Babka mała
Babka mała (Pomatoschistus minutus) – gatunek ryby z rodziny babkowatych. Bez znaczenia gospodarczego.

## Występowanie
Europejskie wybrzeża Atlantyku od Norwegii do Hiszpanii, Morze Śródziemne, Morze Czarne i Morze Bałtyckie. 

## Cechy gatunku
Niewielkie ryby do 11 cm długości. Ubarwienie brunatno-pomarańczowe. Stosunkowo duże oczy, osadzone wysoko i blisko siebie. Pięć ciemnych plam wzdłuż boków. 
Występują wzdłuż piaszczystych i mulistych wybrzeży na głębokościach od 4-200 m. Żywią się drobnymi bezkręgowcami (głównie wieloszczety i skorupiaki). Tarło odbywa się latem w płytkich wodach. Samce wabią samice do pustych muszli, gdzie składana jest ikra. Samce pilnują ikry ok. 10 dni, dopóki larwy nie osiągną ok. 3 mm długości. Larwy początkowo pelagiczne. 

## Ochrona
Na terenie Polski gatunek był objęty ścisłą ochroną gatunkową. Od 2014 r. podlega ochronie częściowej.